# Carapichea affinis
Carapichea affinis är en måreväxtart som först beskrevs av Paul Carpenter Standley, och fick sitt nu gällande namn av Bengt Lennart Andersson. Carapichea affinis ingår i släktet Carapichea och familjen måreväxter. Inga underarter finns listade i Catalogue of Life.